# Orhan Güner
Orhan Güner (* 1954 in Ankara) ist ein in Deutschland wirkender türkischer Schauspieler. Für das Theater auch als Autor, Dramaturg und Regisseur tätig arbeitete er außerdem im Bereich der literarischen Übersetzung.

## Leben
In den 1980er Jahren engagierte sich Güner stark innerhalb der deutsch-türkischen Theaterwelt Berlins, hier auch als Dramaturg oder Regisseur z. B. innerhalb des Türkischen Ensembles der Schaubühne Berlin. Besondere Beachtung fand u. a. seine türkischsprachige Bühnenfassung von Nazim Hikmets Die verliebte Wolke (1987), die nach ihrer Uraufführung an der Schaubühne 1983 weitere Inszenierungen, z. B. in Oberhausen (1987) und am Stadttheater Antalya (2002) erfuhr. Letztere wurde auch auf dem Experimentellen Theaterfestival in Kairo gezeigt.
Nach dem Ende des Türkischen Ensembles führte Güner in der Berliner Off-Theaterszene weiter Regie. Zafer Şenocak zählte ihn in diesem Zusammenhang zu den experimentierfreudigsten Regisseuren, bemerkte aber auch, dass "dessen eigenwillige Aufführungen, wie (...) Picknick im Felde von Fernando Arrabal, die kulturelle Szene der Stadt bereichern, ohne wirklich wahrgenommen zu werden. Seine deutschsprachige Dürrenmatt-Inszenierung Büyük Romulus der Große immerhin erhielt damals kulturenübergreifenden Beifall und Aufmerksamkeit.*
Auftritte als Schauspieler hatte Güner u. a. auch am Berliner Ensemble und Bremer Theater sowie am Staatstheater Ankara.
Ferner verfasste er gemeinsam mit Tristan Berger und Hürdem Gürel das Jugendtheaterstück Diese deutsche Nacht aus 1001 Nacht (1989), das er 1989 an der Schauburg München in eigener Regie uraufführte. Es wurde im selben Jahr im Rahmen der Bayerischen Theatertagen in Memmingen mit dem Fürst Thurn und Taxis-Förderpreis ausgezeichnet. Ein weiteres Jugendstück, das Güner zusammen mit Gürer verfasste, Rüya – Ein Traum in Bildern, wurde ebenfalls an der Schauburg erstinszeniert, aber auch bei den Berliner Festspielen gezeigt.
Die türkische Übersetzung des zweisprachigen Kinderbuchs Pembe von Martina Teepe (2006) gehört überdies zu den veröffentlichten literarischen Arbeiten Güners.
Ab Ende der 1980er sieht man Güner erstmals in kleineren Rollen im Fernsehen. Mit Aufkommen des deutsch-türkischen Kinos Ende der 1990er war er vermehrt auch in Kinofilmen beispielsweise Fatih Akıns oder Lars Beckers zu sehen. Häufig spielte Güner in Fernsehkrimis wie Tatort und Serien mit. Größere feste Rollen in Fernsehserien hatte er mit „Demir Yildiz“ in Die Anrheiner und „Opa Nippes“ in Rennschwein Rudi Rüssel (2008). Seit 2010 spielt er die Nebenrolle des Cem Badaks in der Serie Gute Zeiten, schlechte Zeiten.
Eine Serienhauptrolle verkörpert der Schauspieler seit 2013 in der erfolgreichen türkischen Produktion Galip Derviş: Hauptkommissar Izzet Merdan.
Orhan Güner lebt in Berlin.

## Filmografie (Auswahl)
- 1988: Liebling Kreuzberg – Hausbesuche (TV-Serie)
- 1988: Erebos
- 1989: Der Leibwächter (TV)
- 1994: Doppelter Einsatz – Falsche Freunde (TV-Serie)
- 1994: Frauenarzt Dr. Markus Merthin – Vorbereitungen (TV-Serie)
- 1995: Frauenarzt Dr. Markus Merthin – Geburtstag (TV)
- 1996: Balko – Blutige Hochzeit (TV-Serie)
- 1998: Die Friseuse und der Millionär (TV)
- 2000: Kanak Attack
- 2001: Spion wider Willen
- 2001: Alarm für Cobra 11 – Die Autobahnpolizei – Tina und Aysim (TV-Serie)
- 2002: Unser Charly – Verhängnisvolle Rettung (TV-Serie)
- 2002: Mit dem Rücken zur Wand (TV)
- 2004: Gegen die Wand
- 2004: Tatort – Verlorene Töchter (TV-Reihe)
- 2004: Ein starkes Team – Sicherheitsstufe 1 (TV-Serie)
- 2004: SOKO Köln – Tod am Bau (TV-Serie)
- 2005: Siska – Gestehe deine Schuld (TV-Serie)
- 2007: Notruf Hafenkante – Die türkische Braut (TV-Serie)
- 2008: Im Meer der Lügen (2-teiliger Fernsehfilm)
- 2008: GSG 9 – Ihr Einsatz ist ihr Leben – Ratten (TV-Serie)
- 2008: Tatort – Schatten der Angst (TV-Reihe)
- 2008–2010: Rennschwein Rudi Rüssel (TV-Serie)
- 2009: Kopf oder Zahl
- 2009: Sui tuoi passi (TV)
- 2009: Ein starkes Team: La Paloma (TV-Serie)
- 2009: Polizeiruf 110 – Falscher Vater (TV-Reihe)
- 2010: Danni Lowinski – Selbstbestimmung (TV-Serie)
- 2011: Marco W. – 247 Tage im türkischen Gefängnis (TV)
- 2011: Mandy will ans Meer (TV)
- 2012: Klinik am Alex (vier Folgen) (TV-Serie)
- 2013: Krimi.de – Ehrensache (TV-Serie)
- 2014: Der Lehrer – Oh Gott, es ist eine Liebesgeschichte (TV-Serie)
- 2014: Tatort – Zirkuskind
- 2015: Einfach Rosa – Die Hochzeitsplanerin (TV-Reihe)
- 2015–2017: Kara Sevda
- 2016: Einfach Rosa – Verliebt, verlobt, verboten (TV-Reihe)
- 2016: Einfach Rosa – Die zweite Chance (TV-Reihe)
- 2019: Servus, Schwiegersohn!
- 2021: Servus, Schwiegermutter!
- 2022: Tatort: Das Opfer
- 2023: Yurt